# Mrtvý muž
Mrtvý muž (anglicky Dead Man) je americký westernový film z roku 1995, napsaný a režírovaný Jimem Jarmuschem. Ve filmu účinkuje Johnny Depp, Gary Farmer, Billy Bob Thornton, Iggy Pop, Crispin Glover, John Hurt, Michael Wincott, Lance Henriksen a Robert Mitchum. Je řazen do žánru psychedelického westernu.
Ve filmu se vyskytuje několik odkazů na poezii Williama Blaka, hlavní postava hraná Johnny Deppem se jmenuje William Blake. Soundtrack k filmu složil Neil Young.